# Malik Beyleroğlu
Malik Beyleroğlu (* 21. Januar 1970 in der Aserbaidschanischen SSR) ist ein ehemaliger türkischer Boxer. Er gewann die Silbermedaille im Mittelgewicht bei den Olympischen Sommerspielen 1996 in Atlanta.

## Karriere
Malik Beyleroğlu durchlief seine boxerische Ausbildung in der ehemaligen Sowjetunion und wanderte 1991 in die Türkei aus, wo er bereits 1992 Türkischer Meister werden konnte. 1993 gewann er die Silbermedaille im Halbmittelgewicht bei den Mittelmeerspielen in Narbonne und unterlag im Achtelfinale der Europameisterschaft in Bursa durch Disqualifikation. Bei der Weltmeisterschaft 1993 in Tampere schied er im Viertelfinale gegen Alfredo Duvergel aus. Diesem unterlag er auch in der Vorrunde bei der Weltmeisterschaft 1995 in Berlin.
1996 schied er bei der Europameisterschaft in Vejle im Achtelfinale gegen Akaki Kakauridse aus, gewann jedoch mit einem Finalsieg gegen Dilshod Yorbekov das Ahmet Cömert Tournament in Istanbul und startete bei den Olympischen Sommerspielen in Atlanta. Dort kam er mit Siegen gegen Zsolt Erdei, Tomasz Borowski und Mohamed Bahari in das Finale des Mittelgewichts, wo er beim Kampf um die Goldmedaille gegen Ariel Hernández unterlag.
1997 gewann er noch eine Bronzemedaille im Mittelgewicht bei den Mittelmeerspielen in Bari.

## Sonstiges
Malik Beyleroğlu ist in der Aserbaidschanischen SSR geboren und kam 1991 in die Türkei. Er lebte in Adapazarı sowie Ankara und wurde türkischer Staatsbürger.
Er erhielt einen Ph.D.-Doktorgrad und arbeitet als Dozent für Leibeserziehung und Sport in der Abteilung für Coaching-Ausbildung an der Sportwissenschaftlichen Fakultät der Sakarya-Universität, sowie als Leiter des Bildungsausschusses und Supervisor des Türkischen Profiboxverbandes. Zuvor war er auch Boxtrainer der Türkischen Nationalmannschaft (Stand: 2022).